# Рин (гміна)
Гміна Рин (пол. Gmina Ryn) — місько-сільська гміна у північній Польщі. Належить до Гіжицького повіту Вармінсько-Мазурського воєводства.
Станом на 31 грудня 2011 у гміні проживало 5894 особи.

## Територія
Згідно з даними за 2007 рік площа гміни становила 211.21 км², у тому числі:
- орні землі: 58.00%
- ліси: 21.00%

Таким чином, площа гміни становить 18.88% площі повіту.

## Населення
Станом на 31 грудня 2011:
| Опис     | Загалом | Загалом | Чоловіки | Чоловіки | Жінки | Жінки |
| -------- | ------- | ------- | -------- | -------- | ----- | ----- |
| одиниця  | осіб    | %       | осіб     | %        | осіб  | %     |
| все      | 5894    | 100     | 2966     | 50.32    | 2928  | 49.68 |
| міське   | 2986    | 100     | 1479     | 49.53    | 1507  | 50.47 |
| сільське | 2908    | 100     | 1487     | 51.13    | 1421  | 48.87 |

## Сусідні гміни
Гміна Рин межує з такими гмінами: Гіжицько, Кентшин, Міколайкі, Мілкі, Мронґово.